# Condado de Lääne-Viru
El condado de Lääne-Viru (en estonio:  Lääne-Viru maakond) o  Lääne-Virumaa es el nombre de uno de los quince condados en los que está dividida administrativamente Estonia. Está situado en Estonia septentrional, en la costa meridional de golfo de Finlandia, y limita con el condado de Ida-Viru al este, el condado de Jõgeva al sur y los condados de Järva y Harju al oeste. Su capital es Rakvere.

## Gobierno del condado
Cada uno de los condados de los que se compone el país es regido por un gobernador (en estonio: maavanem), elegido cada cinco años por el gobierno central. Desde 2004, dicho cargo está en manos de Urmas Tamm.

## Municipios
Desde la reforma territorial de 2017, comprende el municipio urbano de Rakvere y los siguientes siete municipios rurales:
- Municipio de Haljala (capital: Haljala)
- Parroquia de Kadrina (capital: Kadrina)
- Parroquia de Rakvere (sede administrativa: Rakvere)
- Parroquia de Tapa (capital: Tapa)
- Parroquia de Vinni (capital: Pajusti)
- Parroquia de Viru-Nigula (capital: Viru-Nigula)
- Parroquia de Väike-Maarja (capital: Väike-Maarja)

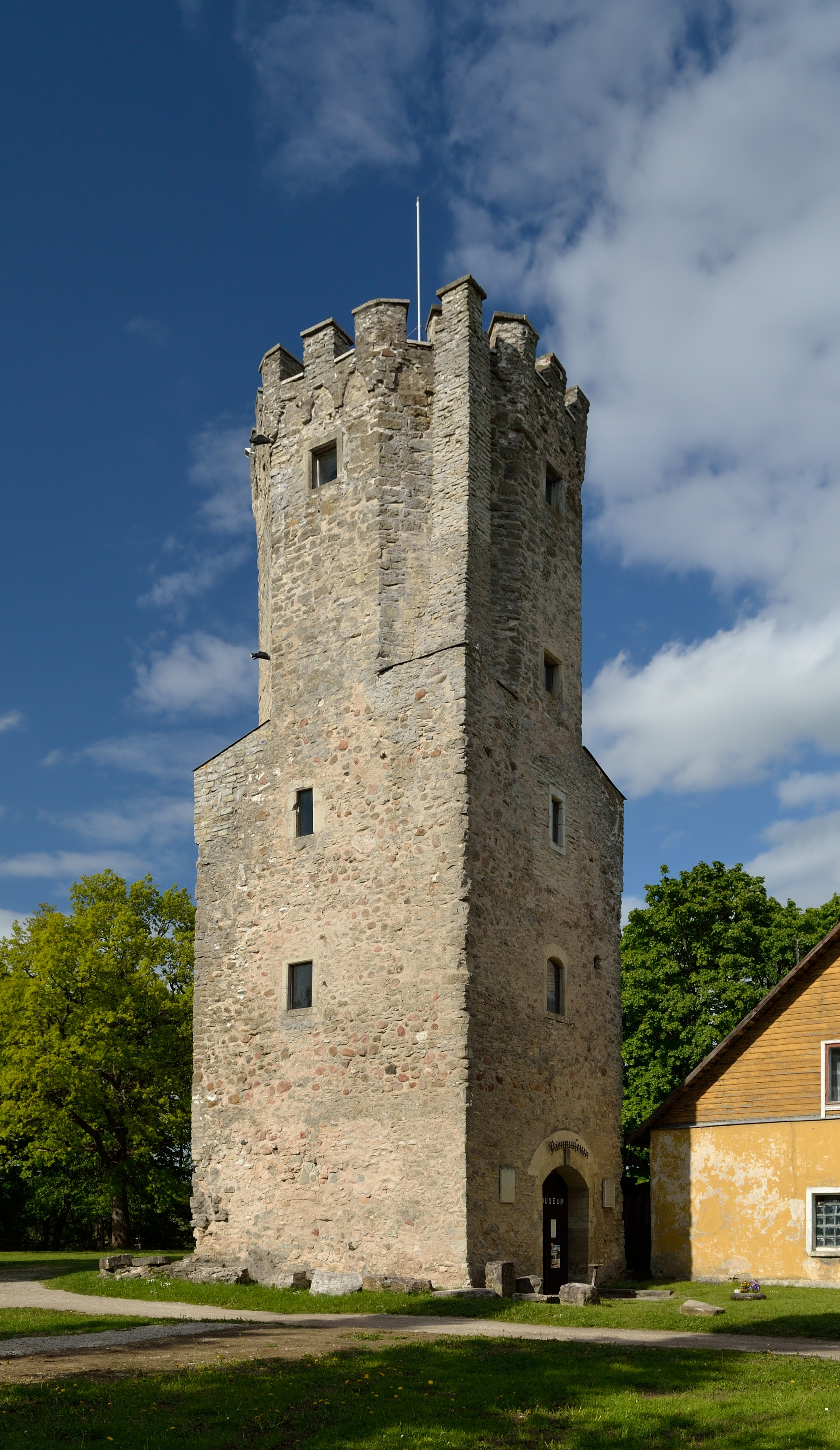
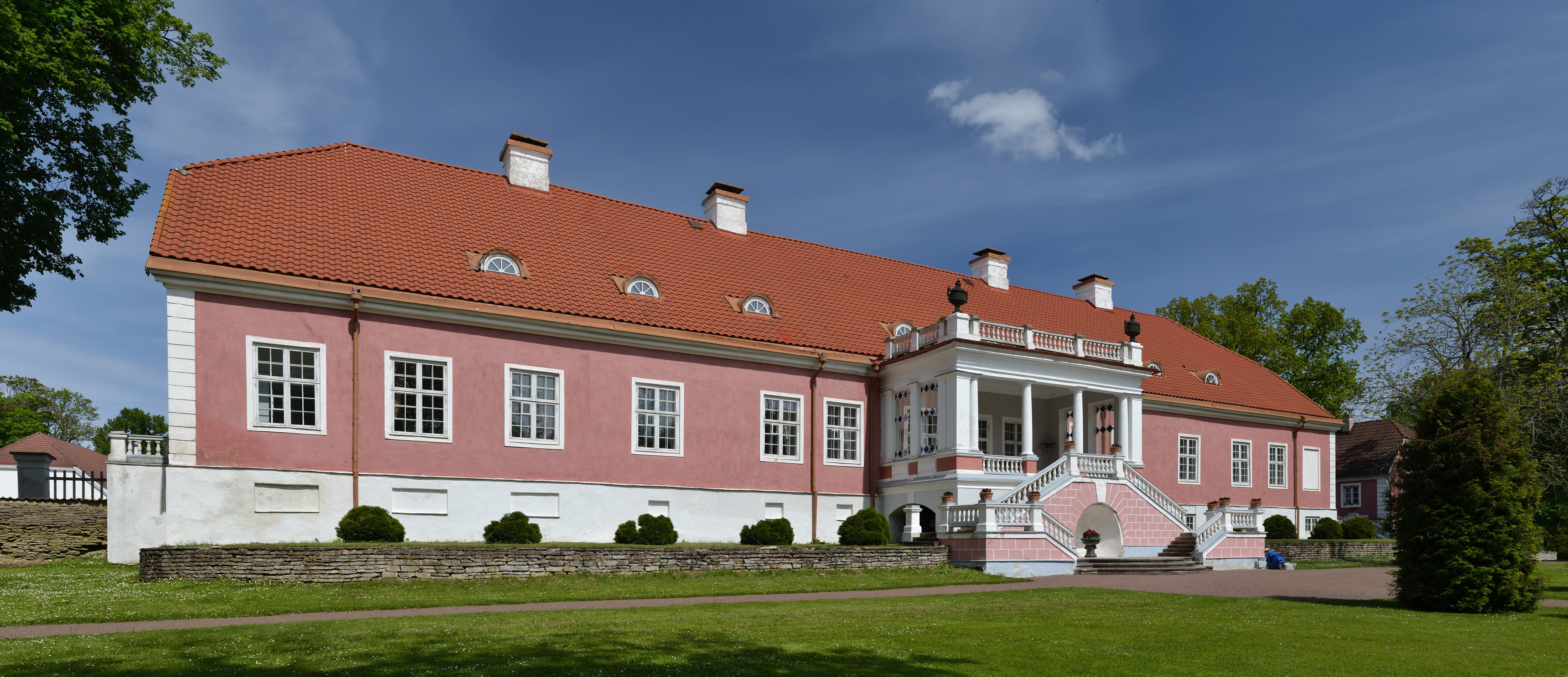
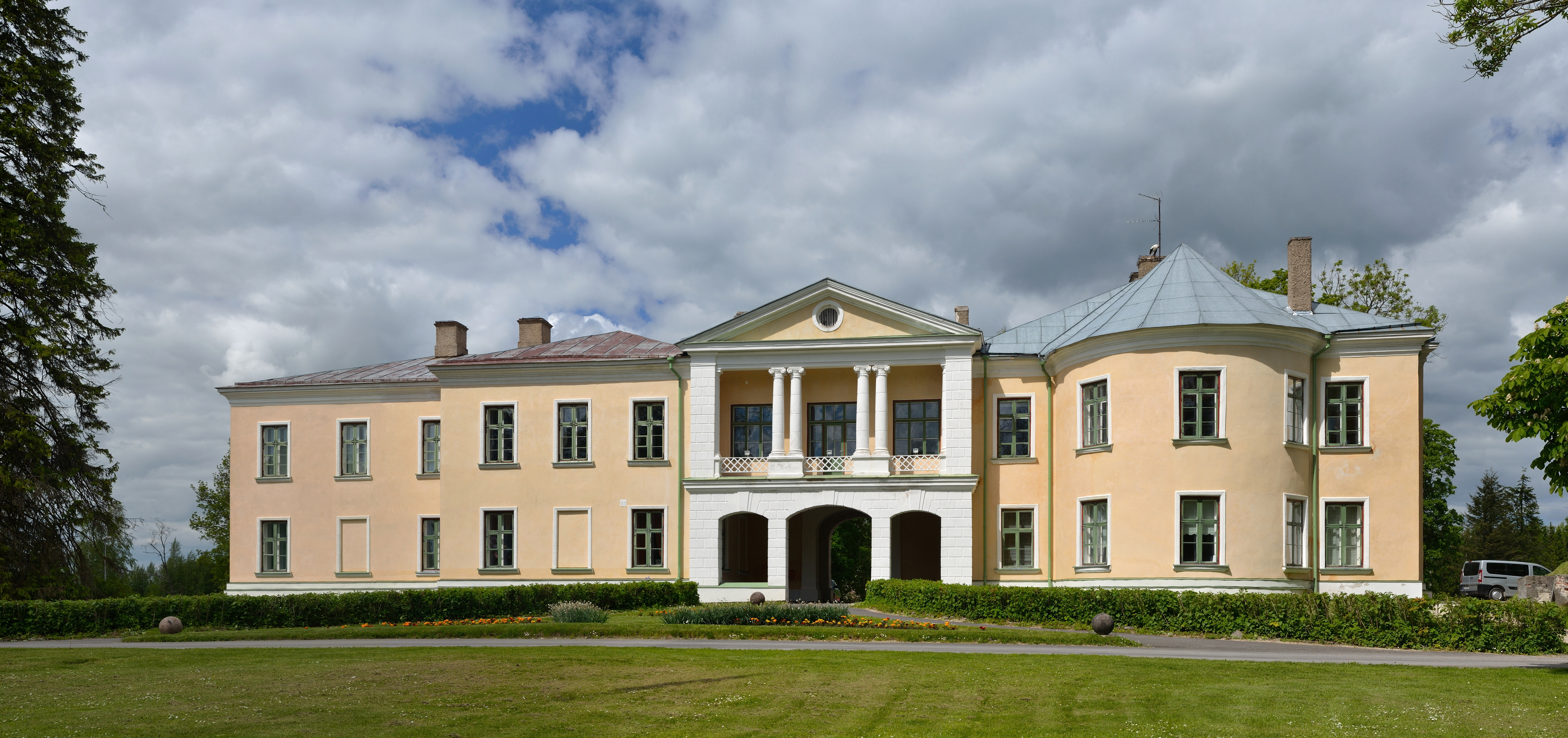
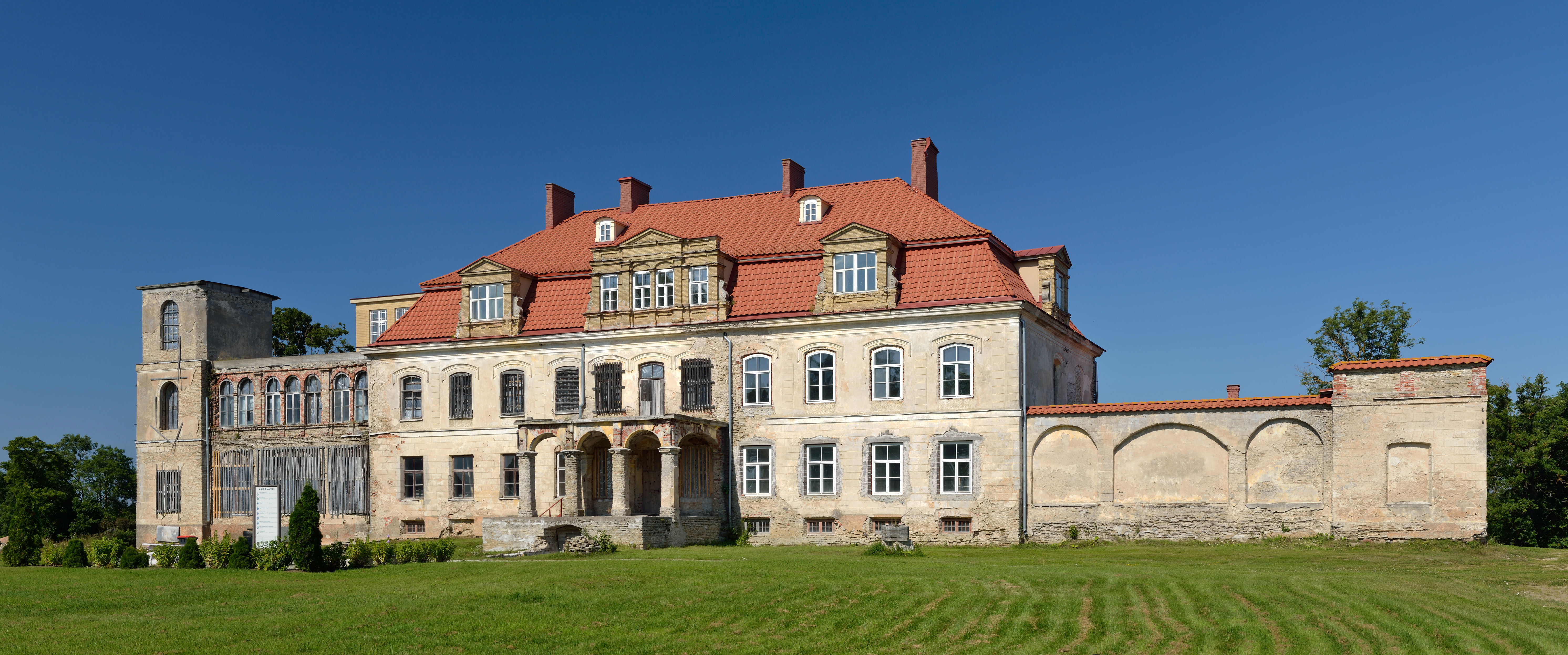
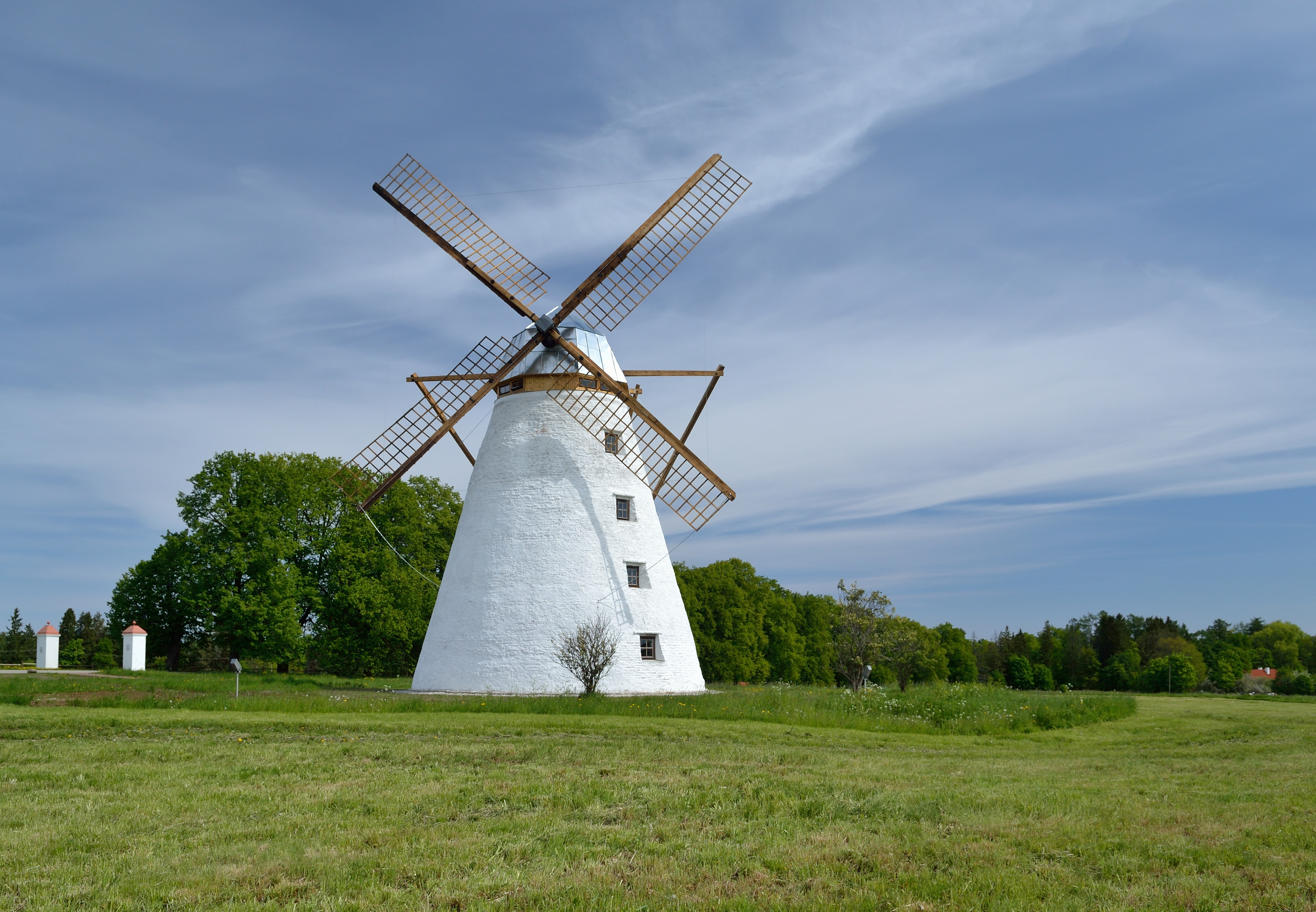
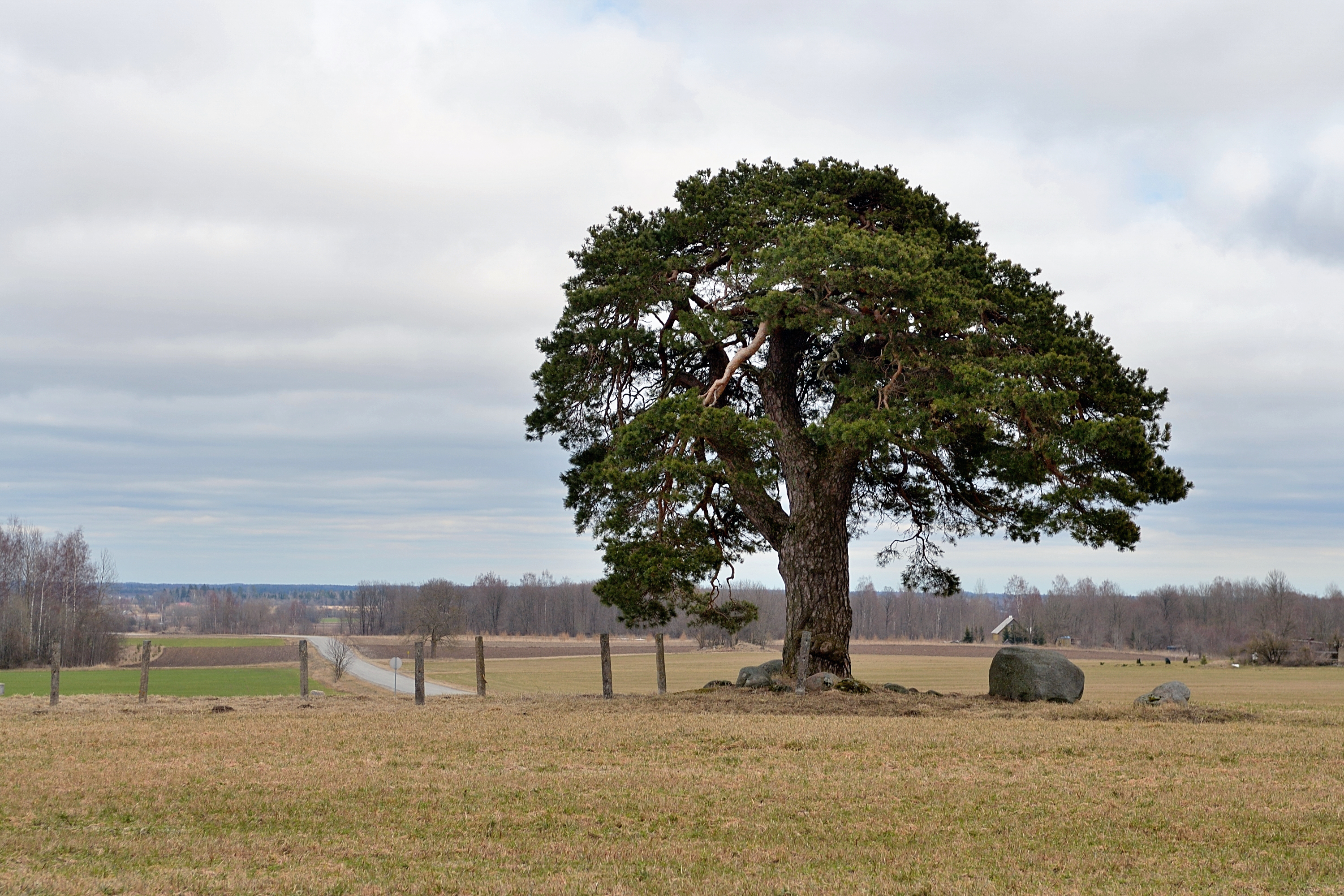
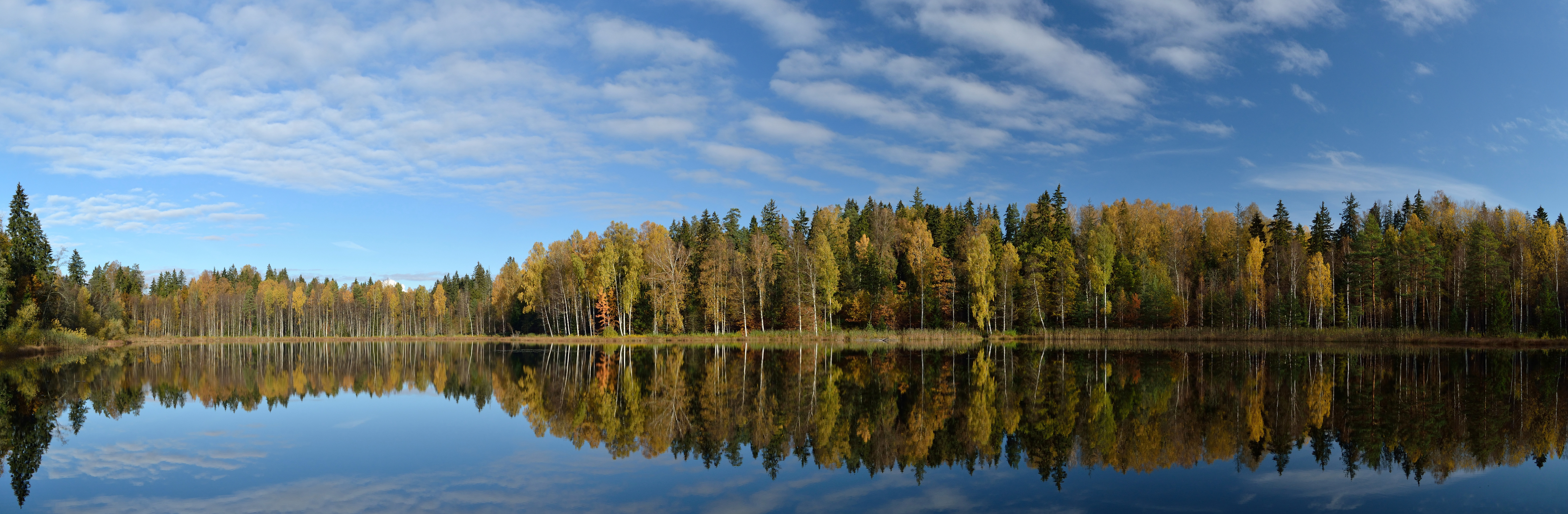